# Hemigrammus analis
Hemigrammus analis és una espècie de peix de la família dels caràcids i de l'ordre dels caraciformes.

## Morfologia
- Els mascles poden assolir 3,6 cm de llargària total.[1]

## Hàbitat
Viu a àrees de clima tropical.

## Distribució geogràfica
Es troba a Sud-amèrica: rius Essequibo i Demerara, i conques dels rius Orinoco, Tapajós,  Negro i Apure.